# Glazen hart
Glazen hart is een jeugdboek geschreven door Nederlandse schrijfster Femke Deen. Het hoofdpersonage is een meisje, genaamd Maartje. 
De titel van het boek, Glazen hart, is te verklaren door hetgeen dat Maartje in haar dagboek schrijft:"Soms denk ik wel eens dat mijn hart van glas is. Af en toe is het heel doorschijnend. Maar soms lijkt het net alsof iemand er steentjes tegenaan gooit, waardoor er allemaal barstjes in komen."
Het boek gaat over Maartje, die een relatie aangaat met Illias. Maar wanneer Illias zonder enige moeite hun relatie verbreekt, zit Maartje diep in de put.

## Bron
- Scholieren.com